# Céline Zuber-Roy
Céline Zuber-Roy (* 13. September 1983 in Genf) ist eine Schweizer Politikerin (FDP), Juristin und angewandte Physikerin. Seit 2023 ist sie Präsidentin des Grossen Rats des Kantons Genf.

## Werdegang
Ein sechsjähriges Studium der Angewandten Physik an der Ecole d’Ingénieurs de Genève schloss Zuber-Roy mit einem HES-Diplom ab. Sie arbeitete anschliessend ein Jahr im CERN. Daraufhin studierte sie neben ihrem Beruf Rechtswissenschaften an der Universität Genf im Bachelor und Master. Derzeit ist sie Lehrerin für Recht in der Sekundarstufe II.
Der Genfer verfassunggebenden Versammlung gehörte Zuber-Roy von 2010 bis 2012 an. Zwischen 2015 und 2020 wirkte sie als Mitglied des Gemeinderats von Carouge. Von September 2016 bis zum Ende der Legislaturperiode 2018 war sie stellvertretende Abgeordnete zum Grossen Rat des Kantons Genf. 2018 und 2023 war sie schliesslich regulär Grossrätin. Nachdem sie von 2021 bis 2022 als zweite Vizepräsidentin und von 2022 bis 2023 als erste Vizepräsidentin amtiert hatte, ist sie seit dem 28. April 2023 Präsidentin des Genfer Kantonalparlaments.
Seit 2008 engagiert sie sich in der Politik der Liberalen. Sechs Jahre lang wirkte sie als Chefredakteurin in der FDP-Parteizeitung Nouveau Genevois. Ihre politischen Schwerpunkte sieht sie in der Wohnungs-, Verkehrs- und Bildungs- und Umweltpolitik.

## Privates
Zuber-Roy ist Mutter zweier Kinder.